# Il Vuoto
Il Vuoto (italienisch Die Leere) ist eine seit 2015 aktive Funeral-Doom-Band.

## Geschichte
Matteo Gruppi initiierte Il Vuoto 2015 als Nebenprojekt zu seiner Post-Black-Metal-Band Chiral, nachdem er eigenen Angaben zufolge „etwas sehr trauriges, unterdrückendes und deprimierendes schreiben“ wollte. Aus diesem Impuls heraus entstand die lyrische und musikalische Ausrichtung des Soloprojektes. Im ersten Jahr der Bandtätigkeit veröffentlichte Il Vuoto zwei Demos sowie das Debüt Weakness. Das erste Demo Sea of Emptiness erschien derweil ebenso wie das Debütalbum über das russische Independent-Label Satanarsa Records. An beiden Veröffentlichungen beteiligte sich der Sänger Jurre Timmer von Algos als Gast. Das Album wurde international überwiegend positiv rezensiert. Zu Beginn des Jahres 2016 veröffentlichte Il Vuoto gemeinsam mit dem Dark-Ambient-Projekt Failor das auf Bandcamp zum kostenlosen Download bereitgestellte Split-Album Senseless Painful Lives in Tears. Die Split-Veröffentlichung erhielt nur wenig Aufmerksamkeit, das enthaltene Stück von Il Vuoto Tears-I-Cleansing-Touch wurde jedoch von Mike Liassides für das britische Webzine Doom-Metal.com als „ausgezeichneter und unheimlicher“ Beitrag gelobt. Nach einer Phase der Inaktivität des Projektes erschien 2019 das zweite als Il Vuoto herausgebrachte Studioalbum Vastness über das kanadische Label Hypnotic Dirge Records. Vastness wurde ebenso wie das Debüt überwiegend positiv aufgenommen.

## Stil
Das Webzine Doom-Metal.com beschreibt die Musik des Projektes als einen vom Gitarrenspiel dominierten Funeral Doom mit Einflüssen aus der klassischen Musik sowie aus Drone Doom und Dark Ambient. Zum einordnenden Vergleich wird auf das armenische Projekt Sadael verwiesen. Die gespielte Musik wirke „hart, düster und etwas kalt“, vermittele derweil durch den Einsatz des Keyboards auch eine ätherische Atmosphäre. Die Musik wird als abwechslungsreich und dynamisch beschrieben. Die Palette der Einflüsse variiere Elemente des Black Metals mit Akustik-Passagen. Der Gesang wird indes gegrowlt, geschrien, als Klargesang präsentiert und mit gesprochenen Passagen kombiniert. Hervorgehoben wird derweil Matteos Gitarren- und Keyboardspiel, das als „ziemlich kompetent“, „gut gespielt“ und „komplex“ bezeichnet wird. Die weitere Instrumentierung wird als nachrangig betrachtet. Lediglich der Gesang wird als ähnlich wertig wie das Spiel auf Gitarre und Keyboard wahrgenommen.

## Diskografie
- 2015: Sea of Emptiness (Demo, Satanarsa Records)
- 2015: Rehearsal Vol. 1 (Demo, Download im Selbstverlag)
- 2015: Weakness (Album, Satanarsa Records)
- 2016: Senseless Painful Lives in Tears (Split-Album mit Failor, Download im Selbstverlag)
- 2019: Vastness (Album, Hypnotic Dirge Records)